# Seznam kubanskih igralcev
Seznam kubanskih igralcev.

## A
- Laz Alonso
- Maria Conchita Alonso
- Ana de Armas
- Desi Arnaz
- Desi Arnaz mlajši

## B
- Steven Bauer

## C
- Cachita
- Bobby Cannavale
- Matt Cedeño
- Eddie Cibrian
- Mario Cimarro
- Valerie Cruz

## D
- Rosario Dawson
- Cameron Diaz
- Guillermo Diaz
- María Isabel Díaz Lago (1964)
- Jamie-Lynn DiScala

## E
- Cesar Evora

## F
- Mel Ferrer
- David Fumero

## G
- David Gallagher
- Melissa Gallo
- Andy Garcia
- Joanna Garcia
- Francisco Gattorno
- Nona Gaye

## K
- Elizabeth Kelly

## L
- William Levy

## M
- Niurka Marcos
- Eva Mendes
- Christina Milian
- Enrique Murciano

## N
- Ojani Noa

## P
- Marian Pabon
- Mario Pabon
- Elizabeth Pena
- Tony Plana
- Carlos Ponce
- María Antonieta Pons

## R
- Mercedes Renard
- Kamar de los Reyes
- Victor Rivers
- Adam Rodriguez
- Cesar Romero
- Mercedes Ruehl

## S
- Ángel Salazar (ZDA)
- Mario Ernesto Sanchez
- Tessie Santiago

## T
- Yahima Torres

## V
- (Andrés Valdés - kubansko-slovenski pantomimik)
- Bob Vila
- Mike Anthony Vitar